# Rio Panje
O rio Panje é um grande rio da Ásia Central. Tem cerca de 1125 quilômetros de comprimento e faz grande parte da fronteira entre Afeganistão e Tajiquistão. Nasce na confluência do Pamir e do Uacã.
Foi muito importante na invasão soviética do Afeganistão na década de 1980.
O seu curso inferior, no Tajiquistão, está listado como sítio Ramsar.